# Victoria Cup 2008
La 1° Victoria Cup ha visto affrontarsi Metallurg Magnitogorsk e New York Rangers, il 1º ottobre 2008 a Berna, in gara unica.
Il regolamento adottato è stato quello della IIHF (che differisce in alcuni aspetti da quello NHL).
La gara è stata preceduta dall'amichevole tra gli stessi Rangers ed i padroni di casa dell'SC Bern, disputata il 30 settembre 2008.
Il match è stato predominato della squadra russa per i primi due tempi. Il terzo tempo si è concluso con la vittoria dei Rangers grazie ad un gol allo scadere dei 60 minuti regolamentari.

## Riassunto Partita
| | Metallurg Magnitogorsk | 3 – 4 | New York Rangers |  |
| \| \| \| \| \| D. Platonov (S. Chistov) 01:28 V. Malenkikh (PP)18:07 N. Zavarukhin (V. Atyushov, J. Marek, PP) 30:20 \| Marcatori \| 39:37 C. Drury (N. Zherdev, PP) 45:45 D. Fritsche (M. Rozsival) 50:13 C. Drury (s. Gomez, M. Naslund, PP) 59:40 R. Callahan \| |                        | |                  |  |
| |                        | |                  |  |
| D. Platonov (S. Chistov) 01:28 V. Malenkikh (PP)18:07 N. Zavarukhin (V. Atyushov, J. Marek, PP) 30:20 | Marcatori              | 39:37 C. Drury (N. Zherdev, PP) 45:45 D. Fritsche (M. Rozsival) 50:13 C. Drury (s. Gomez, M. Naslund, PP) 59:40 R. Callahan |                  |  |

## Roster della squadra vincitrice
| Vincitori della Victoria Cup New York Rangers | Portieri: Henrik Lundqvist, Stephen Valiquette, Miika Wiikman Difensori: Brian Fahey, Dan Girardi, Dmitri Kalinin, Paul Mara, Corey Potter, Wade Redden, Michal Rozsíval, Marc Staal Attaccanti: Blair Betts, Ryan Callahan, Nigel Dawes, Chris Drury, Brandon Dubinsky, Dan Fritsche, Scott Gomez, Lauri Korpikoski, Markus Näslund, Colton Orr, Petr Průcha, Patrick Rissmiller, Nikolai Sherdev, Fredrik Sjöström, Aaron Voros Allenatore: Tom Renney |

## Amichevole
| Berna 30 settembre 2008, ore 18:00 (UTC+1) | SC Bern | 1 – 8 (0:2, 0:0, 1:6) Referto referto | New York Rangers | PostFinance Arena (16 022 spett.) |